# Alonei HaBashan
Alonei HaBashan (tiếng Hebrew: אַלּוֹנֵי הַבָּשָׁן) là một khu định cư của Israel, moshav shitufi, nằm ở phía đông Cao nguyên Golan, thuộc chính quyền của Israel. Nó thuộc thẩm quyền của thành phố Hội đồng khu vực Golan. Năm 2017 nó có dân số 439. [1]
Cộng đồng quốc tế coi các khu định cư của người Israel ở Cao nguyên Golan là bất hợp pháp theo luật pháp quốc tế, nhưng chính phủ Israel tranh chấp điều này.

## Lịch sử
Alonei HaBashan được thành lập vào năm 1981. Tên, theo nghĩa đen là "Oaks of Bashan", được lấy từ Kinh thánh (Ê-sai 2:13). "Bashan" là một tên trong Kinh thánh cho Cao nguyên Golan.
Vào tháng 11 năm 2012, ba súng cối được bắn từ lãnh thổ do Syria kiểm soát đã hạ cánh gần Alonei Bashan. Hai phát nổ ở khu vực mở và một rơi bên ngoài một ngôi nhà nhưng không nổ. Vào tháng 2 năm 2013, một chiếc vỏ xe tăng Syria đã hạ cánh trong làng. Những người ủng hộ đã tháo dỡ nó tin rằng nó có thể là một vòng bị bắn đi trong cuộc Nội chiến Syria.